# Ericameria sonorensis
Ericameria sonorensis là một loài thực vật có hoa trong họ Cúc. Loài này được B.L.Turner mô tả khoa học đầu tiên.